# Eucalyptus lucens
Eucalyptus lucens är en myrtenväxtart som beskrevs av Murray Ian Hill Brooker och C.R. Dunlop. Eucalyptus lucens ingår i släktet Eucalyptus och familjen myrtenväxter. Inga underarter finns listade i Catalogue of Life.